# Okuninka Białe
Okuninka Białe – przystanek osobowy we wsi Sobibór na linii kolejowej nr 81, w gminie Włodawa, powiecie włodawskim, województwie lubelskim. Znajduje się tutaj jeden jednokrawędziowy peron.

## Ruch pasażerski
| Rok  | Wymiana pasażerska na dobę |
| ---- | -------------------------- |
| 2017 | 0-9                        |
| 2022 | 0-9                        |